# Cerro Talamí
El cerro Talamí es una montaña chilena ubicada en la comuna de Alhué en la Región Metropolitana de Santiago. Con 1975 m s. n. m., es una de las cumbres más altas de la Cordillera de la Costa.
En sus laderas se encuentra un gran bosque de robles, vertientes y petroglifos de origen prehispánico, incluyendo un pucará incaico. Seguramente Talamí fue un sitio sagrado y fue habitado por distintas culturas a lo largo de la historia, mudos testigos son sus petroglifos similares a los de la cultura Aconcagua. En las faldas del cerro existió un asentamiento indígena, y actualmente se emplaza el caserío de Talamí.
El cerro es de fácil acceso durante todo el año, existiendo senderos y huellas de arrieros que permiten ascender hasta su cumbre desde su cara norte.